# Peter Krabbe
Peter Greis Krabbe (26. oktober 1755 i Biri, Norge – 21. april 1807 i København) var en dansk-norsk søofficer.
Krabbe var søn af oberstløjtnant Frederik Christian Krabbe (1713 – 24. august 1776) og Ingeborg født Greersen (8. august 1732 – 11. juni 1784), blev kadet i Marinen 1771, sekondløjtnant 1776, premierløjtnant 1781, kaptajnløjtnant 1789, kaptajn 1796, kommandørkaptajn 1803 og døde 21. april 1807.
1784 var Krabbe chef for transportbriggen Postillonen, 1788 chef for galejen Kragerø under kontreadmiral Jacob Arenfeldts kommando og foretog under ham angreb på Sveriges vestkyst; 1801 medlem af den norske Sødefensionskommission. Mest kendt er Krabbe blevet, da han 1800 førte fregatten Freia på konvoj til Middelhavet. 25. juli traf han med sin konvoj ved indgangen til Den Engelske Kanal en overlegen engelsk styrke, som forlangte at visitere hans skibe. Da dette stred mod Krabbes ordre, afslog han begæringen, men da englænderne desuagtet udsatte fartøjer mod koffardiskibene, udspandt der sig en hårdnakket kamp, hvor hans fregat blev angrebet af fire engelske. Efter en times fægtning, hvorved Freia næsten blev synkefærdig, strøg Krabbe for overmagten og blev indbragt til Downs. Han blev dog snart efter frigivet, skibet blev repareret i Sheerness, og Krabbe udførte derefter sit hverv. For hans kække opførsel forærede kongen ham ved hans hjemkomst en guldæressabel, og Grosserer-Societetet skænkede ham et sølvservice til en værdi af 4680 rigsdaler. Desuden blev en medalje præget i anledning af affæren. 1805 blev Krabbe chef for briggen Nidelven i evolutionseskadren.
Krabbe blev 1794 gift med Sophie Juul Gaarder (1773 – 6. juni 1837), datter af oberstløjtnant Gaarder.
Han er begravet på Holmens Kirkegård.